# Мокроус – Самара – Тольятті
Мокроус – Самара – Тольятті – газопровід, призначений для подачі ресурсу до головних промислових центрів Самарської області.
Первісно подачу блакитного палива до Самари та Тольятті організували за допомогою трубопроводів Похвістнєво – Самара, Муханово – Самара, Отрадненський ГПЗ – Тольятті, які транспортували ресурс з родовищ Самарської області. А в 1968-му запустили газопровід Мокроус – Самара – Тольятті, що брав початок на компресорній станції Мокроус системи Середня Азія – Центр (I та II черги), яка подавала ресурс узбецького та туркменського походження. Газопровід довжиною понад чотири сотні кілометрів був виконаний в діаметрі 820 мм та розрахований на робочий тиск у 5,4 МПа.
В 1973-му до 265-го км траси (південніше від Самари) підключили газопровід Оренбург – Самара, який транспортував ресурс Оренбурзького родовища.
Від ділянки Самара – Тольятті отримав живлення введений в дію у 1969-му газопровід Стара Бінарадка — Димитровград — Ульяновськ. В районах Самарі та Тольятті великими споживачами доправленого з напрямку Мокроусу ресурсу можуть або могли бути Новокуйбишевський нафтопереробний завод, Новокуйбишевська ТЕЦ-1, Новокуйбишевська ТЕЦ-2, Самарська ТЕЦ, ТЕЦ Волзького автомобільного заводу, завод азотних добрив «Куйбишевазот» (при цьому можливо відзначити, що у підсумку до району Тольятті вивели перемички від Південного газотранспортного коридору, що, зокрема, забезпечило додатковий ресурс для спорудження комплексу з виробництва азотних добрив та метанолу «Тольяттіазот»).